# Li Yanyan (Ringer)
Li Yanyan (* 18. Juni 1981 in Linyi, Shandong) ist ein chinesischer Ringer. Bei den Weltmeisterschaften 2006 in Guangzhou wurde er in der Klasse bis 66 kg im griechisch-römischen Stil Weltmeister.

## Erfolge
- 2003, 6. Platz, Asien-Cup, GR
- 2005, 3. Platz, Asien-Meisterschaften in Wuhan, GR
- 2005, 7. Platz, WM in Budapest, GR, mit Siegen über Plamen Tchoukanov, Australien, Masaki Imuro, Japan und Eduard Kratz, Deutschland und Niederlagen gegen Hussamaddin Rajabow, Aserbaidschan und Min-Chul Kim, Südkorea
- 2006, 5. Platz, Asien-Meisterschaften in Alma-Ata, GR
- 2006, 1. Platz, WM in Guangzhou, GR, mit Siegen über Olexandr Kvoshch, Ukraine, Tomas Sobecky, Tschechien, Aleksandr Kazakewitsch, Litauen, Sergei Kowalenko, Russland und Kanatbeg Begaliew, Kirgisistan
- 2007, 18. Platz, WM in Baku, GR, mit einem Sieg über Lascha Lomadse, Georgien und einer Niederlage gegen Ali Mohammadi, Iran
- 2008, 8. Platz, Asien-Meisterschaften auf Jeju, GR